# Don't Go Away
"Don't Go Away" é o décimo quinto single da banda britânica Oasis, quarto do seu terceiro álbum Be Here Now de 1997 e terceiro single da banda a ser lançado exclusivamente fora do Reino Unido (Japão).

## Posição nas paradas musicais
| Parada (1997)                                      | Melhor posição |
| -------------------------------------------------- | -------------- |
| Canadá (RPM Top Singles)                           | 15             |
| Canadá (RPM Rock/Alternative)                      | 1              |
| Islândia (Íslenski Listinn Topp 40)                | 24             |
| Japão (Oricon)                                     | 48             |
| Estados Unidos (Billboard Radio Songs)             | 35             |
| Estados Unidos (Billboard Adult Alternative Songs) | 15             |
| Estados Unidos (Billboard Adult Top 40)            | 27             |
| Estados Unidos (Billboard Alternative Airplay)     | 5              |
| Estados Unidos (Billboard Mainstream Rock)         | 36             |
| Estados Unidos (Billboard Mainstream Top 40)       | 35             |

| Parada (1997)                 | Posição |
| ----------------------------- | ------- |
| Canadá Rock/Alternative (RPM) | 6       |